# Carlos Vela
Carlos Vela Garrido (Cancún, 1 maart 1989) is een voormalig Mexicaans voetballer die als aanvaller speelde. Vela speelde tussen 2007 en 2018 72 interlands voor het Mexicaans voetbalelftal .

## Carrière

### Clubcarrière
Tot het wereldkampioenschap voetbal onder 17 speelde Vela in eigen land voor Chivas de Guadalajara. Door zijn optreden op het mondiale toernooi ontstond er Europese belangstelling voor hem. FC Barcelona en Arsenal hadden de meest concrete belangstelling. Hoewel hij bij Barcelona samen zou kunnen spelen met zijn landgenoot Giovanni Dos Santos, vertrok de Mexicaanse aanvaller in november 2005 naar Arsenal. The Gunners waren bereid om voor de zestienjarige Vela drie miljoen euro aan zijn club Chivas te betalen, een bedrag dat FC Barcelona te hoog vond voor een jeugdspeler. Vela tekende bij Arsenal een contract voor vijf seizoenen.
Aangezien de Mexicaan als persoon van buiten de Europese Unie niet voor zijn achttiende in aanmerking kwam voor een werkvergunning in Groot-Brittannië, werd Vela eerst verhuurd. Zijn eerste verhuurperiode was in het seizoen 2005/2006 bij het Spaanse Celta de Vigo. Het volgende seizoen speelde Vela bij UD Salamanca in de Segunda División A. Bij deze club was de Mexicaan een vaste waarde en scoorde hij acht doelpunten. In het seizoen 2007/2008 volgde een derde verhuurperiode in Spanje voor Vela, ditmaal bij Osasuna in de Primera División.
Na een periode bij Arsenal waarin hij vooral als reserve werd gebruikt, kwam op 28 januari 2011 het nieuws naar buiten dat Vela voor het daaropvolgende halfjaar werd verhuurd aan West Bromwich Albion, waarop in augustus 2011 een verhuur volgde aan Real Sociedad. Op 10 augustus 2012 werd Vela definitief verkocht aan Sociedad voor een bedrag van 3,8 miljoen euro. In het seizoen 2012/2013 maakte hij veertien doelpunten in 35 competitiewedstrijden en gaf hij negen assists. Vela werd dat seizoen vierde met Sociedad, goed voor plaatsing voor de voorrondes van de UEFA Champions League. In deze voorronde trof Vela met zijn club het Franse Olympique Marseille, waarvan in zowel de thuis- als uitwedstrijd met 2–0 werd gewonnen. In het tweede duel zorgde Vela voor beide doelpunten. In de groepsfase van de Champions League speelde Vela in alle duels mee en maakte hij tegen Bayer 04 Leverkusen (1–2) een doelpunt. In dezelfde minuut miste hij ook een strafschop. Verder dan de groepsfase kwam Sociedad niet. In 2018 tekende Vela voor Los Angeles FC. Hij werd in 2019 topscorer van de Major League Soccer.

### Interlandcarrière
Vela won in oktober 2005 met Mexico het wereldkampioenschap voetbal onder 17 in Peru. De aanvaller ontving daarbij de Gouden Schoen als topscorer van het toernooi, met vijf doelpunten. Op dit toernooi vormde Vela samen met Giovanni Dos Santos van FC Barcelona het spitsenduo bij Mexico. Op weg naar de finale versloeg Mexico Uruguay (2–0), Australië (3–0), Costa Rica (3–1) en Nederland (4–0). In de eindstrijd, gehouden in Estadio Naciónal van Lima voor 40.000 toeschouwers, won Los Tricolores met 3–0 van Brazilië, dat daarmee onttroond werd als wereldkampioen. Na een halfuur kopte Vela op aangeven van Dos Santos de 1–0 binnen. Omar Esparza en Ever Guzmán bepaalden daarna de eindstand.
Vela debuteerde in september 2007 in het Mexicaans voetbalelftal , in een vriendschappelijke interland tegen Brazilië. Hij maakte op 18 oktober 2007 zijn eerste doelpunt voor Los Aztecos, in een oefenwedstrijd tegen Guatemala. Na een conflict met toenmalig bondscoach José Manuel de la Torre na afloop van de CONCACAF Gold Cup 2011, gaf Vela aan niet meer voor het Mexicaans elftal te willen spelen. Drie jaar later, een maand voor het begin van het wereldkampioenschap voetbal 2014, liet hij opnieuw weten niet geïnteresseerd te zijn in deelname aan een interlandtoernooi met het Mexicaans voetbalelftal.
Vela keerde op woensdag 12 november 2014 alsnog terug in het Mexicaans voetbalelftal, op dat moment onder leiding van bondscoach Miguel Herrera. Hij begon die dag in de basis van de Mexicanen tijdens een oefeninterland tegen het Nederlands voetbalelftal. Vela schoot Mexico in de achtste minuut daarvan met 0–1 naar een voorsprong en in de 62ste minuut opnieuw, met de 1–2. Het duel werd uiteindelijk gewonnen met 2–3. Vela werd in juni 2015 opgenomen in de selectie van Mexico voor de CONCACAF Gold Cup 2015.

## Clubstatistieken
| Seizoen     | Club            | Competitie          | Competitie | Competitie | Competitie | Beker | Beker | Beker | Internationaal | Internationaal | Internationaal | Totaal | Totaal | Totaal |
| Seizoen     | Club            | Competitie          | Wed.       | Dlp.       | Ass.       | Wed.  | Dlp.  | Ass.  | Wed.           | Dlp.           | Ass.           | Wed.   | Dlp.   | Ass.   |
| ----------- | --------------- | ------------------- | ---------- | ---------- | ---------- | ----- | ----- | ----- | -------------- | -------------- | -------------- | ------ | ------ | ------ |
| 2005/06     | Arsenal         | Premier League      | 0          | 0          | 0          | 0     | 0     | 0     | —              | —              | —              | 0      | 0      | 0      |
| Club Totaal | Club Totaal     | Club Totaal         | 0          | 0          | 0          | 0     | 0     | 0     | 0              | 0              | 0              | 0      | 0      | 0      |
| 2005/06     | → Celta de Vigo | Primera División    | 0          | 0          | 0          | 0     | 0     | 0     | —              | —              | —              | 0      | 0      | 0      |
| Club Totaal | Club Totaal     | Club Totaal         | 0          | 0          | 0          | 0     | 0     | 0     | 0              | 0              | 0              | 0      | 0      | 0      |
| 2006/07     | → UD Salamanca  | Segunda División A  | 6          | 3          | 0          | 0     | 0     | 0     | —              | —              | —              | 6      | 3      | 0      |
| Club Totaal | Club Totaal     | Club Totaal         | 6          | 3          | 0          | 0     | 0     | 0     | 0              | 0              | 0              | 6      | 3      | 0      |
| 2007/08     | → CA Osasuna    | Primera División    | 33         | 3          | 4          | 0     | 0     | 0     | —              | —              | —              | 33     | 3      | 4      |
| Club Totaal | Club Totaal     | Club Totaal         | 33         | 3          | 4          | 0     | 0     | 0     | 0              | 0              | 0              | 33     | 3      | 4      |
| 2008/09     | Arsenal         | Premier League      | 14         | 1          | 1          | 7     | 5     | 3     | 8              | 0              | 0              | 29     | 6      | 4      |
| 2009/10     | Arsenal         | Premier League      | 11         | 1          | 0          | 4     | 1     | 3     | 5              | 0              | 0              | 20     | 2      | 3      |
| 2010/11     | Arsenal         | Premier League      | 4          | 1          | 0          | 5     | 0     | 1     | 4              | 2              | 0              | 13     | 3      | 1      |
| Club Totaal | Club Totaal     | Club Totaal         | 29         | 3          | 1          | 16    | 6     | 7     | 17             | 2              | 0              | 62     | 11     | 8      |
| 2010/11     | → West Brom     | Premier League      | 8          | 2          | 1          | 0     | 0     | 0     | —              | —              | —              | 8      | 2      | 1      |
| Club Totaal | Club Totaal     | Club Totaal         | 8          | 2          | 1          | 0     | 0     | 0     | 0              | 0              | 0              | 8      | 2      | 1      |
| 2011/12     | → Real Sociedad | Primera División    | 35         | 12         | 7          | 2     | 0     | 0     | —              | —              | —              | 37     | 12     | 7      |
| 2012/13     | Real Sociedad   | Primera División    | 35         | 14         | 11         | 2     | 0     | 0     | —              | —              | —              | 37     | 14     | 11     |
| 2013/14     | Real Sociedad   | Primera División    | 37         | 16         | 12         | 7     | 2     | 0     | 8              | 3              | 1              | 52     | 21     | 13     |
| 2014/15     | Real Sociedad   | Primera División    | 29         | 9          | 3          | 1     | 1     | 1     | 2              | 0              | 0              | 32     | 10     | 4      |
| 2015/16     | Real Sociedad   | Primera División    | 35         | 5          | 4          | 1     | 0     | 0     | —              | —              | —              | 36     | 5      | 4      |
| 2016/17     | Real Sociedad   | Primera División    | 35         | 9          | 3          | 4     | 1     | 0     | —              | —              | —              | 39     | 10     | 3      |
| 2017/18     | Real Sociedad   | Primera División    | 13         | 1          | 1          | 2     | 0     | 0     | 2              | 0              | 0              | 17     | 1      | 1      |
| Club Totaal | Club Totaal     | Club Totaal         | 219        | 66         | 41         | 19    | 4     | 1     | 12             | 3              | 1              | 250    | 73     | 43     |
| 2018        | Los Angeles FC  | Major League Soccer | 29         | 14         | 11         | 2     | 1     | 0     | —              | —              | —              | 31     | 15     | 11     |
| 2019        | Los Angeles FC  | Major League Soccer | 33         | 36         | 11         | 3     | 2     | 1     | 5              | 5              | 0              | 41     | 43     | 12     |
| 2020        | Los Angeles FC  | Major League Soccer | 8          | 4          | 2          | 0     | 0     | 0     | —              | —              | —              | 8      | 4      | 2      |
| 2021        | Los Angeles FC  | Major League Soccer | 20         | 5          | 5          | 0     | 0     | 0     | —              | —              | —              | 20     | 5      | 5      |
| 2022        | Los Angeles FC  | Major League Soccer | 35         | 12         | 9          | 3     | 0     | 1     | 1              | 0              | 0              | 39     | 12     | 10     |
| Club Totaal | Club Totaal     | Club Totaal         | 125        | 71         | 38         | 8     | 3     | 2     | 6              | 5              | 0              | 139    | 79     | 40     |
| TOTAAL      | TOTAAL          | TOTAAL              | 420        | 148        | 85         | 43    | 13    | 10    | 35             | 10             | 1              | 498    | 171    | 96     |

## Erelijst
| Competitie             |        |            |        |        |
| Competitie             | Aantal | Jaren      |        |        |
| Mexico                 | Mexico | Mexico     | Mexico | Mexico |
| ---------------------- | ------ | ---------- | ------ | ------ |
| CONCACAF Gold Cup      | 2x     | 2009, 2015 |        |        |
| Los Angeles FC         |        |            |        |        |
| MLS Cup                | 1x     | 2022       |        |        |
| MLS Supporters' Shield | 1x     | 2019       |        |        |
| MLS Cup                | 1x     | 2022       |        |        |